# Poko (Edéa)
Pour les articles homonymes, voir Poko (homonymie).
Poko est un village de la Région du Littoral du Cameroun, situé dans la commune d'Édéa IIe. On y accède par la route qui lie Edéa à Kopongo puis vers Ngambe jusqu'à Ngonga et enfin vers Poko.

## Population et développement
En 1967, la population de Poko était de 107 habitants. La population de Poko était de 111 habitants dont 69 hommes et 42 femmes, lors du recensement de 2005. Elle est essentiellement composée de Bassa. 